# Kalnebłoto
Kalnebłoto (Кальниболота) – wieś w rejonie nowoarchanhelskim, w obwodzie kirowohradzkim na Ukrainie.
Jej ludność liczy około 1420 osób.
W 1646 roku podstarości białocerkiewski Zygmunt Czerny, najechał osadę wraz z 200 zbrojnymi. W XVIII wieku kupione przez Sołtyków, a następnie zawłaszczone przez Franciszka Potockiego.